# Chiesa di San Michele Arcangelo in Matraia
La chiesa di San Michele Arcangelo in Matraia è una chiesa posta in località Matraia, frazione di Capannori. Di fondazione molto antica, è stata molto rimaneggiata nei secoli ma conserva ancora molto dell'originario aspetto romanico. Oltretutto, sorge in una posizione rialzata sulla piana lucchese, dalla quale si possono vedere le varie formazioni collinari e il Serchio.

## Storia
La chiesa di San Michele Arcangelo viene costruita fra il Mille e il Duecento in località Matraia, una delle numerosissime frazioni che, tempo dopo, si riuniranno sotto il nome di quella più popolosa, Capannori. Non nasce inizialmente come chiesa a sé stante, ma "in coppia" con una chiesa più piccola e antica, San Martino, situata in località Coviglia, circa duecento metri più in basso, e risalente forse al IX secolo. Con il passare del tempo, le due chiese proseguono su cammini separati fino al 1348, quando San Martino viene destituita di ogni compito religioso a causa dell'alta mortalità e della profonda povertà dei suoi parrocchiani, che passano definitivamente sotto il controllo di San Michele Arcangelo. Nel corso del tempo subisce numerose e radicali modifiche: nel 1680 viene allungata, nell'Ottocento rialzata e nel Novecento la facciata viene rivestita di marmo. La statua di San Michele contenuta all'interno viene presa a modello dalle fonderie Lera di Viareggio e nel 1957 viene realizzata quella ubicata all'esterno della Chiesa, sopra la porta principale. L'opera, fra l'altro, fu eseguita in occasione del primo centenario della Festa del Volto Santo di Matraia del 1957.

## Descrizione

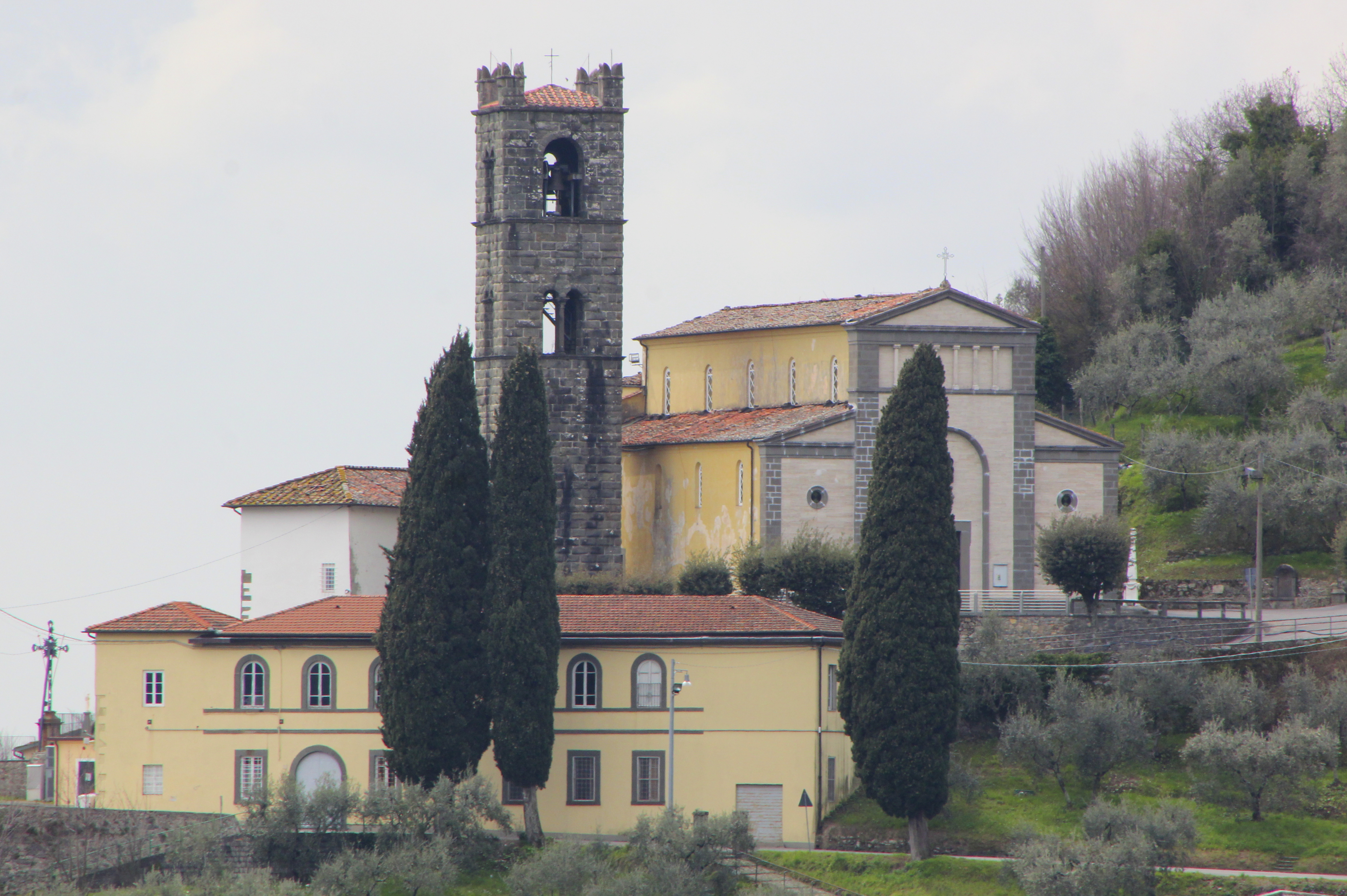
Panorama della chiesa

All'esterno, la chiesa presenta una facciata a salienti, data dalle tre navate interne, una centrale alta e due laterali più basse. La facciata in marmo e pietra grigia, come detto, risale ai lavori di inizio Novecento, ed è stata realizzata in stile. Lo schema pulito e semplice si rifà al tradizionale romanico toscano, così come il coronamento superiore a colonnine. Sono comunque visibili indizi che rivelano la reale antichità dell'edificio, quali i due piccoli oculi in facciata e, ancor meglio, le minuscole monofore sui fianchi della chiesa, tipico esempio di incertezza medievale nel forare i muri. Unico elemento plastico in facciata, come già detto, è la statua di San Michele Arcangelo fusa e lì posizionata nel 1957. La torre campanaria, a sinistra della facciata, è costruita completamente in pietra e risale al 1549. Al suo interno ospita un doppio di quattro campane fuse dalla Fonderia Lera di Borgo Giannotti nel 1947 e intonate in Re3 maggiore. Nel 1983 venne rifusa la campana minore da Enrico Capanni di Castelnovo ne' Monti (RE).
All'interno, la chiesa è impostata su una pianta a tre navate ripartite da due colonnati ed è arricchita da due altari seicenteschi, una scultura lignea della Madonna con Bambino risalente al Trecento e una tela di Baccio Lomicon la Presentazione di Maria al Tempio. Nella chiesa è conservato anche il corpo di San Celso, non il famoso martire cristiano ma un santo locale. Sono qui conservate inoltre una statua cinquecentesca della Madonna delle Grazie e una ottocentesca del Volto Santo con i relativi altari, sempre seicenteschi. Al centro dell'abside è posta un'altra statua in terracotta smaltata di bianco, opera ottocentesca.